# Damias szetschwana
Damias szetschwana är en fjärilsart som beskrevs av Draeseke 1926. Damias szetschwana ingår i släktet Damias och familjen björnspinnare. Inga underarter finns listade i Catalogue of Life.